# Хегедюш, Андраш
Андраш Хегедюш (венг. Hegedüs András; 31 октября 1922 года, Силшаркань — 23 октября 1999 года, Будапешт) — венгерский политический и партийный деятель, соратник Матьяша Ракоши. Председатель Совета министров Венгерской Народной республики (1955—1956), самый молодой политик ВНР, занимавший этот пост (на момент назначения ему было 33 года).

## Биография
Родился в бедной семье; рано потерял отца Шандора Хегедюша, воспитывался матерью Идой Гечени. Среднее образование получил в евангелической школе в Силшаркане, при поддержке местного священника сумел поступить в гражданскую школу в Чорне. В 1941 окончил Евангелический лицей в Шопроне. Осенью того же года поступил на железнодорожный факультет Будапештского технологического университета, готовясь стать инженером-железнодорожником.
Знакомство с деятелями молодёжного подполья Ференцем Донатом и Белой Салаи в 1942 привело Хегедюша в ряды нелегальной Венгерской коммунистической партии, ведущей подпольную борьбу против авторитарного режима Хорти. Хегедюш наладил работу партийной ячейки в университете, за что в августе 1944 был арестован и осуждён на два года лишения свободы, однако уже в ноябре 1944 ему удалось бежать и вернуться в антифашистское Сопротивление. 24 июня 1945 был делегирован в состав Временного национального собрания. С 1948 по 1949 — сотрудник отдела сельского хозяйства и сообщения Венгерской партии труда (ВПТ), который впоследствии возглавлял до 1951. В 1951—1956 член Политбюро, Центрального комитета и секретариата партии.

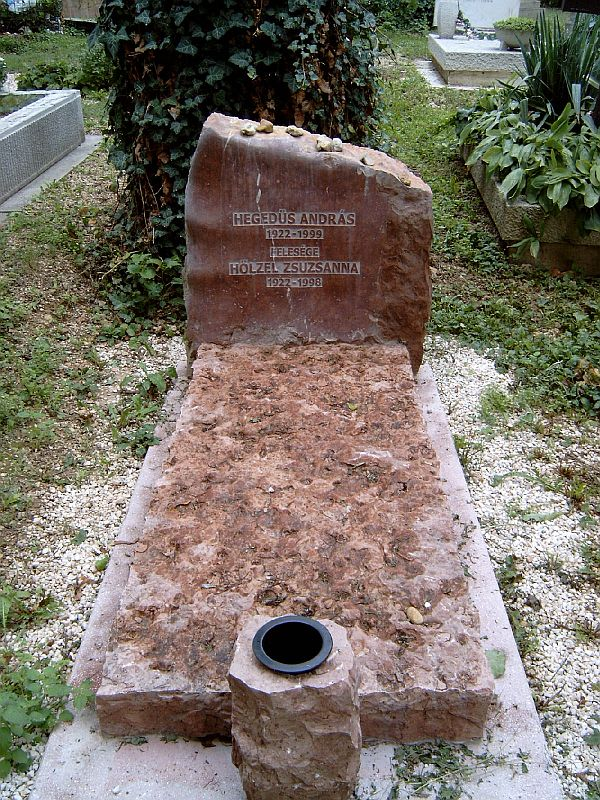
Могила Хегедюша

Несмотря на свою молодость и неопытность, занимал должность премьер-министра Венгрии в 1955—1956. Ракоши назначил его на эту должность в качестве компромиссной фигуры вместо своего главного конкурента Имре Надя. Подписал Варшавский договор от имени ВНР.
Во время восстания 1956 года выступил со своим правительством с осуждением мятежа и 24 октября направил официальную просьбу к советскому руководству с просьбой вмешаться в ситуацию в стране в соответствии с Варшавским договором. Однако в тот же день руководство ВПТ пошло на уступки восставшим и отправило правительство Хегедюша в отставку, поручив формирование нового Совета министров опальному Имре Надю. В его кабинете Хегедюш получил пост первого заместителя Председателя, который занимал до 27 октября. На следующий день Имре Надь открыто встал на сторону восставших, и Хегедюш вышел из правительства и бежал в СССР.
Вернулся в Венгрию в 1958 году, но больше не участвовал в политике, преподавал социологию. Свою научную деятельность начал в Институте экономики Венгерской академии наук (1958—1961), затем переведён заместителем заведующего Комитета статистики Венгрии (1961—1963). С 1963 по 1968 возглавлял основанную им же Социологическую исследовательскую группу (впоследствии Институт социологии) при Венгерской АН, а также был редактором издания «Реальность» (Valóság); с 1966 преподавал в Университете экономики имени Карла Маркса.
В 1968 году совместно с несколькими коллегами осудил ввод войск Организации Варшавского договора в Чехословакию для подавления Пражской весны. В результате, ему запретили дальше преподавать социологию, и Хегедюш начал работать главным научным советником в министерстве промышленности Венгрии. В 1973 году был исключён из Венгерской социалистической рабочей партии и уволен из министерства. С 1975 года вышел на пенсию по возрасту, в 1982 году смог восстановиться преподавателем в Университете экономики.
Выступил против полномасштабного внедрения капиталистических отношений в ходе «шоковой терапии». В 1990 году организовал Рабочую академию, которую возглавлял до своей смерти в 1999 году.

## Семья
Женат с 1947 г. на Жужанне Хёльцль, в семье было 6 детей.

## Сочинения
- Socialism and Bureaucracy. — London: Allison & Busby, 1976.
- The Structure of Socialist Society. — London: Constable, 1977.

### Публикации на русском языке
- За дальнейший подъём сельскохозяйственного производства. — Будапешт, 1954. — 8 с.
- Аграрный вопрос // История марксизма. Том 2. Марксизм в эпоху II Интернационала. Вып. 2. / Пер. с ит. — М.: Прогресс, 1981. — Рассылается по специальному списку
- Построение социализма в России: роль профсоюзов, крестьянский вопрос, новая экономическая политика // История марксизма. Том 3. Марксизм в эпоху III Интернационала. Ч. 1. От Октябрьской революции до кризиса 1929 года. Вып. 2. / Пер. с ит. — М.: Прогресс, 1983. — Рассылается по специальному списку